# Retrat d'un cavaller jove
El Retrat d'un cavaller jove és una obra d'El Greco que consta amb el número 143 en el catàleg raonat d'obres d'aquest artista, realitzat per Harold Wethey.

## Anàlisi de l'obra
Oli sobre llenç; 65 x 49 cm.; 1603 circa ; Museu del Prado, Madrid.
Signat amb lletres cursives gregues sobre l'espatlla esquerra: δομήνικος Θεοτοκóπουλος εποíει (doménikos theotokópoulos e`poíei)
La pinzellada suau i impresionista suggereix una data d'execució entre 1600 i 1605, lleugerament anterior al Retrat de Jerónimo de Cevallos. Les dues obres són notables, tant per la seva tècnica com per la suau tendresa d'expressió.
Aquesta tela, amb el Retrat d'un cavaller i el Retrat de Jerónimo de Cevallos formen la trilogía de retrats pictòrics d'El Greco que posseeix el Museu del Prado. Si formen una progressió, aquesta començaria amb el present llenç, i acabaria amb el retrat de Jerónimo de Cevallos. El gran escarolat implica una cronología coincident amb l'època de Felip III. Aquest cavaller mostra uns trets familiars semblants als del Retrat d'un cavaller. El rostre, ple de vivor, es caracteritza per la riqueza dels petits tocs del les pinzellades i l'aplicació del carmí en els llavis, l'orella i les galtes. L'escarorat està realitzat amb enorme soltesa, i és d'un blanc intens que fa ressaltar els registres plàstics del rostre.